# آن باور إنغرام
آن باور إنغرام (بالإنجليزية: Anne Bower Ingram)‏ هي كاتبة للأطفال وكاتِبة أسترالية، ولدت في 18 أكتوبر 1937 في Manilla, New South Wales ‏ في أستراليا، وتوفيت في 26 مارس 2010.